# Système des palais des Rolli
Pour les articles homonymes, voir Rolli.
Le système des palais des Rolli (en italien : i Rolli di Genova) est un système  juridiquement établi d’hébergement public destiné aux hôtes de marque accueillis par la république de Gênes de la fin du XVIe et XVIIe siècles.
À cette époque, fréquentée par de nombreux visiteurs étrangers, Gênes est une des plus grandes puissances maritimes du bassin méditerranéen ; sa société est composée, entre autres, de marchands-banquiers et de riches armateurs.

## Historique
En 1576, un décret du Sénat instituait une liste officielle (Lista dei Rolli) de « résidences d’hébergement public » obligeant les propriétaires des palais aristocratiques, construits dans la Strada Nuova, à fournir l'hospitalité au nom de la république de Gênes pour les visiteurs d’État. À la fin du XVIe siècle, d'autres édifices construits ailleurs dans la ville y sont inscrits - comme ceux de la via Balbi - pour atteindre le nombre de 150 palais. Ce nombre baissa à une centaine de bâtiments pour remonter à 200 à la fin du XVIIIe siècle.
Les cinq rolli connus dans les années 1576, 1588, 1599, 1614 et 1664 étaient subdivisés en quatre catégories (I, II, III, IV) dites bussoli ; ce classement  servait à répertorier les édifices selon leur prestige. Les palais de la catégorie I étaient réservés aux vice-rois, aux princes et aux cardinaux, la catégorie II aux gouverneurs et ambassadeurs, les catégories III et IV aux petits feudataires. Les palais des Strade Nuove restèrent toujours inscrits dans la première catégorie, tandis que les autres édifices pouvaient changer de catégorie au fil du temps.
Durant les époques suivantes, les mêmes habitations ont reçu d'autres voyageurs illustres qui incluaient le chef-lieu ligure dans leur Grand Tour, culturel, touristique ou d'affaires.
Cependant, près de trois cents ans plus tard, ce réseau d'hébergement résidentiel tomba en désuétude comme en témoigne Stendhal dans ses écrits : 

« Après le passe-port, je suis venu prendre une aqua rossa au café sombre, et de là je suis allé essayer de voir trois galeries de tableaux dans la belle rue [ Via Balbi ? ou Strada Nuova ?]. Comme les propriétaires ont le bon esprit d'habiter les appartements où sont les tableaux, il faut repasser souvent ; l'impatience ridicule que me donnent les refus  importants des valets m'ôte la faculté d'avoir du plaisir par les tableaux. Remarquez que les gens riches de Gênes occupent les troisièmes étages de leurs palais pour voir la mer, et ces trois étages en valent bien six des nôtres. Les marches des escaliers sont magnifiquement incrustées de marbre ; mais quand, après avoir monté cent de ces marches, un valet, après vous avoir fait attendre un quart d'heure à la porte peinte en blanc et vernissée, vient vous dire : « Son Excellence est encore dans ses appartements, repassez demain, » il est permis d'avoir un peu d'humeur, surtout quand on part le soir à minuit. »

— p. 316-317, Mémoires d'un touriste, volume II, nouvelle  édition entièrement revue et augmentée d'une grande partie complètement inédite, Chapitre Gênes - 1854 (début p. 312).
Dans les années 1950, la ville de Gênes transforma, en des musées modernes, deux palais des Rolli de la via Garibaldi (le Palazzo Bianco et le Palazzo Rosso).
Le système des palais des Rolli – le bien comprenant 42 palais - est inscrit, le 13 juillet 2006, sur la liste du patrimoine mondial de l'humanité établie par l'Unesco. Leurs restaurations ont nécessité l'emploi de capitaux publics et privés.

### Sources
- Notice de l'UNESCO

- (it) Cet article est partiellement ou en totalité issu de l’article de Wikipédia en italien intitulé « Rolli di Genova » (voir la liste des auteurs).